# Coussarea resinosa
Coussarea resinosa är en måreväxtart som beskrevs av Charlotte M. Taylor. Coussarea resinosa ingår i släktet Coussarea och familjen måreväxter. Inga underarter finns listade i Catalogue of Life.